# Medicis villor

Karta över större och mindre av Medicis villors lägen i Toscana

Medicis villor är en serie lantligt belägna byggnadsverk nära Florens som ägts av medlemmar av släkten Medici mellan 1400-talet och 1600-talet. Villorna hade flera funktioner: de var Medicis lantliga palats, spridda över territoriet de styrde, och demonstrerade deras makt och rikedom. De var också tillflyktsorter för rekreation och nöje; och mer prosaiskt, var de centrum för jordbruksaktiviteter på de kringliggande egendomarna. 2013 fick Medicis villor världsarvstatus.

## Historia

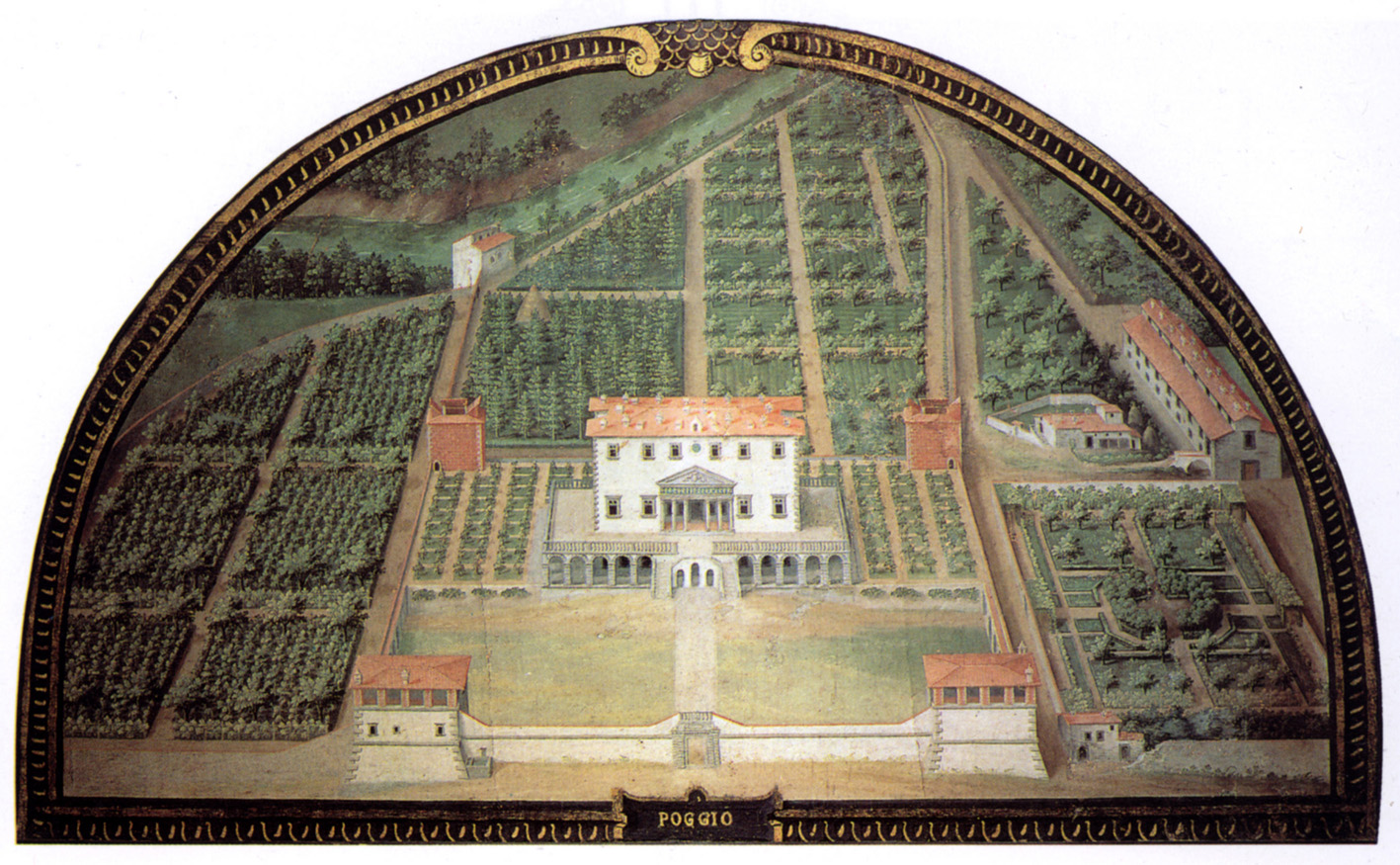
Målning av Villa Medici di Poggio a Caiano av Giusto Utens

De första Medicivillorna var Villa del Trebbio och den i Cafaggiolo, båda starkt befästa hus byggda på 1300-talet i landskapet Mugello, släkten Medicis ursprungliga hembygd. På 1400-talet byggde Cosimo de' Medici villor, ritade av Michelozzo i Careggi och Fiesole, än idag ganska allvarliga byggnadsverk, men med extra rekreationsytor: gårdsplaner, balkonger och trädgårdar. Lorenzo de' Medici tillbringade långa perioder i Villa di Careggi. Gradvis kom Florens att omges av en rad Medicivillor, med några belägna i mer avlägsna delar av Storhertigdömet Toscana. I slutet av 1500-talet fanns åtminstone 16 större egendomar, med minst ytterligare 11 av sekundärt intresse (främst jordbruksegendomar och gårdar ägda av Medicisläkten under kort tid), tillsammans med en konstellation av gårdar och jaktstugor runt om i Toscana. Giusto Utens målade en serie lunetter med de främsta av Medicis villor på 1600-talet, vilka nu innehas av Museo di Firenze com'era.
De sista Medicivillorna blev Villa di Montevettolini och Villa di Artimino, inköpta 1595-1596 av Ferdinand I i samband med att han utvidgade Villa di Castello, Villa La Petraia och Villa dell'Ambrogiana.
De senare villorna är enastående exempel på rennässansens och barockens arkitektur, och hade vanligen trädgårdar. Trädgården i Villa di Castello, skapad för Cosimo de' Medici, var den första i Italien av Niccolò Tribolo, som senare ritade Boboliträdgårdarna för Cosimos nya residens, Palazzo Pitti.
Varje betydelsefull medlem av Medicisläkten ägde ett gård. Hertigen flyttade från ett hus till ett annat. Som residens blev villan ett mikrokosmos av Medicis hov. För jakt kunde han besöka Villa del Trebbio, Villa di Cafaggiolo eller Villa di Pratolino; bebo Villa dell'Ambrogiana på våren; och flytta till Villa di Artimino, för att hålla till i på sommaren för dess läge på svalare höjd.
Efter Gian Gastone de' Medicis död 1738 övertog Frans I, som regent över storhertigdömet, Toscanas och Medicis tillgångar, inklusive deras villor. Idag är en del av Medicis villor museum, andra innehas av institutioner, och några få är i privat egendom eller används för till offentliga arrangemang. 2006 satte Italiens regering upp Medicis villor på landets tentativa världsarvslista och efter att formellt nominerat dessa fick villorna världsarvsstatus 2013.

## Villor, palats och trädgårdar som ingår i ett världsarv
| Bild | Namn                                                         | Ägande                                                                   | Genom Medici         | till | Världsarvs-id                       | Kommun               | Provins | Areal (ha) | Buffertzon (ha) | Koordinater                                     |
| ---- | ------------------------------------------------------------ | ------------------------------------------------------------------------ | -------------------- | ---- | ----------------------------------- | -------------------- | ------- | ---------- | --------------- | ----------------------------------------------- |
|      | Villa di Cafaggiolo                                          | Privat (tillgänglig för evenemang)                                       | mitten av 1300-talet | 1738 | 175-001                             | Barberino di Mugello | Florens | 2,35       | 649,56          | 43°57′53″N 11°17′41″Ö / 43.964722°N 11.294722°Ö |
|      | Villa del Trebbio                                            | Privat (tillgänglig för evenemang)                                       | mitten av 1300-talet | 1738 | 175-002                             | San Piero a Sieve    | Florens | 1,60       | 650,31          | 43°57′11″N 11°17′13″Ö / 43.953056°N 11.286944°Ö |
|      | Villa di Careggi                                             | Offentligt (Ospedale di Careggi)                                         | 1417                 | 1738 | 175-003                             | Florens              | Florens | 3,6        | 55,71           | 43°48′33″N 11°14′58″Ö / 43.809167°N 11.249444°Ö |
|      | Villa medicea di Fiesole                                     | Privat                                                                   | 1450                 | 1671 | 175-004                             | Fiesole              | Florens | 2,11       | 44,88           | 43°48′20″N 11°17′20″Ö / 43.805556°N 11.288889°Ö |
|      | Villa di Castello                                            | Privat (Accademia della Crusca) och offentlig trädgård (statligt museum) | 1480                 | 1738 | 175-005                             | Florens              | Florens | 8,33       | 289,31          | 43°49′10″N 11°13′41″Ö / 43.819444°N 11.228056°Ö |
|      | Villa di Poggio a Caiano (Ambra)                             | Offentligt (statligt museum)                                             | 1470                 | 1738 | 175-006                             | Poggio a Caiano      | Prato   | 9,31       | 135,63          | 43°49′03″N 11°03′23″Ö / 43.8175°N 11.056389°Ö   |
|      | Villa La Petraia                                             | Offentligt (statligt museum)                                             | 1544                 | 1738 | 175-007                             | Florens              | Florens | 21,31      | 276,33          | 43°49′08″N 11°14′12″Ö / 43.818889°N 11.236667°Ö |
|      | Palazzo Pitti och giardino di Boboli                         | Offentligt (statligt museum)                                             | 1549-1550            | 1738 | 174 (palatset) 175-008 (trädgården) | Florens              | Florens | 40,00      | 132,00          | 43°45′44″N 11°14′51″Ö / 43.762222°N 11.2475°Ö   |
|      | Villa di Cerreto Guidi                                       | Offentligt (statligt museum)                                             | 1555                 | 1738 | 175-009                             | Cerreto Guidi        | Florens | 0,76       | 4,12            | 43°45′31″N 10°52′45″Ö / 43.758611°N 10.879167°Ö |
|      | Palazzo di Seravezza                                         | Offentligt (kommunalt museum)                                            | 1560                 | 1738 | 175-010                             | Seravezza            | Lucca   | 1,01       | 50,14           | 43°59′38″N 10°13′55″Ö / 43.993889°N 10.231944°Ö |
|      | Giardino di Pratolino (la villa è andata distrutta nel 1820) | Offentligt (kommunal park)                                               | 1568                 | 1738 | 175-011                             | Vaglia               | Florens | 26,53      | 210,35          | 43°51′28″N 11°18′15″Ö / 43.857778°N 11.304167°Ö |
|      | Villa La Màgia                                               | Offentligt (Quarrata kommun)                                             | 1583                 | 1738 | 175-012                             | Quarrata             | Pistoia | 2,10       | 103,65          | 43°51′06″N 10°58′22″Ö / 43.851667°N 10.972778°Ö |
|      | Villa di Artimino (Ferdinanda o dei Cento camini)            | Privat (cateringfirma)                                                   | 1596                 | 1738 | 175-013                             | Carmignano           | Prato   | 1,04       | 701,66          | 43°46′55″N 11°02′39″Ö / 43.781944°N 11.044167°Ö |
|      | Villa di Poggio Imperiale                                    | Pubblica (Istituto statale della Santissima Annunziata)                  | 1565                 | 1738 | 175-014                             | Florens              | Florens | 5,35       | 235,43          | 43°44′56″N 11°14′52″Ö / 43.748889°N 11.247778°Ö |
|      |                                                              |                                                                          |                      |      | 175                                 |                      | Totalt  | 125,40     | 3 539,08        |                                                 |

## Övriga villor
| Bild | Namn                    | Ägande                             | Genom Medici    | till            | Världsarvs-id | Kommun               | Provins | Areal (ha) | Buffertzon (ha) | Koordinater                                     |
| ---- | ----------------------- | ---------------------------------- | --------------- | --------------- | ------------- | -------------------- | ------- | ---------- | --------------- | ----------------------------------------------- |
|      | Villa La Quiete         | Offentligt (Region Toscana)        | 1453            | 1650            | -             | Florens              | Florens |            |                 | 43°48′49″N 11°14′31″Ö / 43.813611°N 11.241944°Ö |
|      | Villa di Collesalvetti  | Offentligt (Collesalvetti kommun)  | före 1464       | 1738            | -             | Collesalvetti        | LI      |            |                 | 43°35′19″N 10°28′35″Ö / 43.588661°N 10.476339°Ö |
|      | Villa di Mezzomonte     | Privat (tillgänglig för evenemang) | 1480 sedan 1629 | 1482 sedan 1644 | -             | Impruneta            | Florens |            |                 | 43°42′50″N 11°15′50″Ö / 43.713886°N 11.263908°Ö |
|      | Villa di Agnano         | Privat (tillgänglig för evenemang) | 1486            | 1498            | -             | San Giuliano Terme   | Pisa    |            |                 | 43°44′06″N 10°29′09″Ö / 43.735128°N 10.485861°Ö |
|      | Villa di Spedaletto     | Privat                             | 1486            | 1492            | -             | Lajatico             | Pisa    |            |                 | 43°27′05″N 10°46′46″Ö / 43.451483°N 10.779528°Ö |
|      | Villa di Camugliano     | Privat                             | 1530 cirka      | 1615            | -             | Ponsacco             | Pisa    |            |                 | 43°36′05″N 10°39′18″Ö / 43.601492°N 10.655033°Ö |
|      | Villa di Stabbia        | Privat                             | 1548            | 1738            | -             | Cerreto Guidi        | Florens |            |                 | 43°47′19″N 10°49′50″Ö / 43.788553°N 10.830581°Ö |
|      | Villa La Topaia         | Privat                             | 1550 cirka      | 1738            | -             | Florens              | Florens |            |                 | 43°49′31″N 11°14′14″Ö / 43.825322°N 11.237092°Ö |
|      | Villa di Marignolle     | Privat                             | 1560            | 1621            | -             | Florens              | Florens |            |                 | 43°45′11″N 11°13′02″Ö / 43.753169°N 11.217233°Ö |
|      | Villa di Arena Metato   | Privat                             | 1563 cirka      | 1738            | -             | San Giuliano Terme   | Pisa    |            |                 | 43°46′19″N 10°22′32″Ö / 43.771847°N 10.375433°Ö |
|      | Villa di Lappeggi       | Privat                             | 1569            | 1738            | -             | Bagno a Ripoli       | Florens |            |                 | 43°42′51″N 11°18′35″Ö / 43.714167°N 11.309744°Ö |
|      | Villa L'Ambrogiana      | Offentligt (fångvården)            | 1574            | 1738            | -             | Montelupo Fiorentino | Florens |            |                 | 43°43′51″N 11°00′52″Ö / 43.730767°N 11.014464°Ö |
|      | Villa di Lilliano       | Privat                             | 1584            | 1738            | -             | Bagno a Ripoli       | Florens |            |                 | 43°43′01″N 11°18′47″Ö / 43.717025°N 11.313075°Ö |
|      | Villa di Coltano        | Offentligt (Pisa kommun)           | 1586            | 1738            | -             | Pisa                 | Pisa    |            |                 | 43°38′22″N 10°23′39″Ö / 43.639478°N 10.3943°Ö   |
|      | Villa di Montevettolini | Privat                             | 1595 cirka      | 1738            | -             | Monsummano Terme     | Pistoia |            |                 | 43°51′33″N 10°50′48″Ö / 43.859092°N 10.846581°Ö |
|      | Villa di Buti           | Privat (tillgänglig för evenemang) | /               | /               | -             | Buti                 | Pisa    |            |                 | 43°43′34″N 10°35′07″Ö / 43.726097°N 10.585214°Ö |

Vid sidan om erans lantvillor bebodde Medici även följande byggnader inne i Florens vilka ingår i världsarvet Florens historiska centrum:
- Palazzo Medici Riccardi (1444–1540, därefter använd av mindre betydelsefulla medlemmar i släkten fram till 1659)
- Palazzo Vecchio (1540 - c.1560)
- Palazzo Pitti (1550–1738)
- Casino di San Marco

Därtill finns Villa Medici i Rom.